# Kitty Mattern
Kitty Mattern (* 28. Dezember 1912 in Wien; † 14. Juli 1998 in München; gebürtig Matfus) war eine österreichische Schauspielerin.

## Leben
Sie besuchte das Realgymnasium und spielte schon als Kind die Rolle einer Meerkatze in Goethes Faust am Burgtheater. Nach dem Besuch des Max-Reinhardt-Seminars gab sie 1937 ihr Debüt an einer Wiener Kleinkunstbühne. Sie spielte auch im Wiener Kabarett ABC.
Bereits 1938 ging sie nach Amerika und spielte von 1939 bis 1950 am Broadway. 1950 erhielt sie den 1. Preis der Fernsehgesellschaft NBC Hollywood als beste junge Schauspielerin. 1951 ließ sie sich in Los Angeles nieder, wo sie Theater spielte und kleine Rollen in amerikanischen Filmen übernahm. Zunehmend gastierte sie an deutschen und österreichischen Bühnen, so 1959 am Hebbel-Theater, 1958 und 1964 an den Münchner Kammerspielen, 1970 bis 1972 am Schlosspark-Theater.
Einem erfolgreichen Auftritt in dem Musical Prärie-Saloon von Heinz Wunderlich und
Lotar Olias in Berlin hatte sie es zu verdanken, dass sie in dem Karl-May-Film Old Shatterhand die Rolle der Saloonwirtin Rosemary erhielt, obwohl eigentlich Helen Vita für diese Rolle vorgesehen war.
Kitty Mattern war von 1954 bis 1970 mit dem Schauspieler Siegfried Arno verheiratet. Ab etwa 1975 lebte sie in München.

## Filmografie
- 1960: Five Fingers (TV-Serie, eine Folge)
- 1961: Mrs. Billings’ Scheidung (TV)
- 1962: Einen Jux will er sich machen (TV)
- 1963: Mein Freund Jack (TV)
- 1964: Das Kriminalgericht – Der Fall Nebe (TV-Serie, zwei Folgen)
- 1964: Old Shatterhand
- 1968: Das Ferienschiff (TV-Serie)
- 1968: Hauptstraße Glück (TV-Serie)
- 1969: Mamsell Nitouche (TV)
- 1969: Spion unter der Haube (TV)
- 1969: Gauner, Gelder und Giraffen (TV)
- 1970: Kudammgeschichten (TV)
- 1970: Pater Brown – (TV-Serie, Der rote Mond von Meru)
- 1971: Chopin-Express (TV)
- 1971: Das Feuerwerk (TV)
- 1972: Die Geisha (TV)
- 1972: Die Pulvermänner (TV-Serie)
- 1973: Die Reise nach Mallorca (TV-Serie)
- 1976: Tatort: Annoncen-Mord (TV)
- 1977: In freier Landschaft (TV-Zweiteiler)
- 1977: Das chinesische Wunder
- 1983: Frühlingssinfonie
- 1986: Tatort: Riedmüller, Vorname Sigi